# Ciulfina liturgusa
Ciulfina liturgusa es una especie de mantis de la familia Liturgusidae.

## Distribución geográfica
Se encuentra en Adelaide (Australia).